# Playhouse Disney
Playhouse Disney (in de Verenigde Staten: Playhouse Disney Channel) was een Nederlandstalige digitale televisiezender voor jonge kinderen en hun ouders in het bezit van The Walt Disney Company.
De zender zond 12 uur en 55 minuten per dag uit. De zender werd op 10 september 2011 omgedoopt in Disney Junior.